# Conopariella picipennis
Conopariella picipennis är en tvåvingeart som först beskrevs av Günther Enderlein 1922.  Conopariella picipennis ingår i släktet Conopariella och familjen bredmunsflugor. Inga underarter finns listade i Catalogue of Life.